# Dzieciństwo Flintstonów
Dzieciństwo Flintstonów (ang. The Flintstone Kids) – amerykański serial animowany wyprodukowany przez studio Hanna-Barbera. Serial przedstawia przygody jaskiniowców znanych z serialu Flintstonowie – Freda, Wilmę, Barney’ego i Betty – tym razem jako dzieci.
Kreskówka była emitowana na kanale Boomerang w języku oryginalnym i na TVP2 w bloku dla dzieci od 3 do 9 lat „Godzina z Hanna-Barbera” z polskim lektorem.

## Obsada
- Mel Blanc – Kapitan Grotman, Bob Rubble, Dino
- Susan Blu – Dreamchip Gemstone
- Hamilton Camp – Barney Rubble, Flab Slab
- Henry Corden – Ed Flintstone, Edna Flintstone
- Julie Dees – Wilma Slaghoople (1986-1987)
- Elizabeth Lyn Fraser – Wilma Slaghoople (1987-1988)
- Rene Levant – Oficer Quartz
- Kenneth Mars – Narrator
- Lennie Weinrib – Fred Flintstone (1986-1987)
- Scott Menville – Fred Flintstone (1987-1988)
- Bumper Robinson – Philo Quartz
- Michael Rye – Sidney Slaghoople
- Marilyn Schreffler – Rockford „Rocky” Ratrock, Flo Rubble
- Jean Vander Pyl – Doris Slaghoople
- B.J. Ward – Betty Jean, Miss Rockbottom
- Frank Welker – Nate Slate, Stalagbite, Fang

## Odcinki
- Serial liczy 35 odcinków.
- Serial składa się z dwóch serii i jednego odcinka specjalnego:
  - I seria (odcinki 1-26),
  - II seria (odcinki 27-34).
- Większość odcinków składa się z dwóch lub trzech epizodów.

### Spis odcinków
| Nr                | Polski tytuł                    | Angielski tytuł                                        |
| ----------------- | ------------------------------- | ------------------------------------------------------ |
|                   |                                 |                                                        |
| SERIA PIERWSZA    |                                 |                                                        |
|                   |                                 |                                                        |
| 01                | Wielki Freddini                 | The Great Freddini                                     |
|                   |                                 |                                                        |
| 02                | Frankenstone                    | Frankenstone                                           |
| 02                | I Wojna Podwórkowa              | Yard Wars                                              |
| 02                | Freezy Does It                  |                                                        |
|                   |                                 |                                                        |
| 03                |                                 | Heroes For Hire                                        |
|                   |                                 |                                                        |
| 04                |                                 | Indiana Flintstone                                     |
| 04                | Dreamchip’s Car Wash            |                                                        |
| 04                | Invasion Of The Mommy Snatchers |                                                        |
|                   |                                 |                                                        |
| 05                |                                 | The Bad News Brontos                                   |
|                   |                                 |                                                        |
| 06                |                                 | Rubble Without A Cause                                 |
| 06                | Dressed Up Dino                 |                                                        |
| 06                | The Ditto Master                |                                                        |
|                   |                                 |                                                        |
| 07                |                                 | Dusty Disappears                                       |
|                   |                                 |                                                        |
| 08                |                                 | Sugar And Spies                                        |
| 08                | Weterynarz                      | The Vet                                                |
| 08                | I Was A Teenage Grown-Up        |                                                        |
|                   |                                 |                                                        |
| 09                |                                 | Poor Little Rich Girl                                  |
|                   |                                 |                                                        |
| 10                |                                 | Freddy In The Big House                                |
| 10                | The Butcher Shop                |                                                        |
| 10                | Grime And Punishment            |                                                        |
|                   |                                 |                                                        |
| 11                |                                 | The Rock Concert That Rocked Freddy                    |
|                   |                                 |                                                        |
| 12                |                                 | Bedrock P.I.’s                                         |
| 12                | Freddy’s Mechanical Dog         |                                                        |
| 12                | A Tale Too Silly                |                                                        |
|                   |                                 |                                                        |
| 13                |                                 | Curse Of The Gemstone Diamond                          |
|                   |                                 |                                                        |
| 14                | Księżniczka Wilma               | Princess Wilma                                         |
| 14                | Dieta Dina                      | The Dino Diet                                          |
| 14                | To Baby Or Not To Baby          |                                                        |
|                   |                                 |                                                        |
| 15                |                                 | I Think That I Shall Never See Barney Rubble As A Tree |
| 15                | Dino Come Home                  |                                                        |
|                   |                                 |                                                        |
| 16                |                                 | Monster From The Tar Pits                              |
| 16                | What’s Price Fleadom            |                                                        |
| 16                | Hero Today, Gone Tomorrow       |                                                        |
|                   |                                 |                                                        |
| 17                |                                 | The Fugitives                                          |
|                   |                                 |                                                        |
| 18                |                                 | The Twilight Stone                                     |
| 18                | The Terror Within               |                                                        |
| 18                | Day Of The Villians             |                                                        |
|                   |                                 |                                                        |
| 19                |                                 | Freddy’s Rocky Road To Karate                          |
|                   |                                 |                                                        |
| 20                |                                 | Betty’s Big Break                                      |
| 20                | Revenge Of The Bullied          |                                                        |
| 20                | Curse Of The Reverse            |                                                        |
|                   |                                 |                                                        |
| 21                |                                 | Barney’s Moving Experience                             |
|                   |                                 |                                                        |
| 22                |                                 | Dino Goes Hollyrock                                    |
| 22                | Chocolate Chip Catastrophe      |                                                        |
|                   |                                 |                                                        |
| 23                |                                 | The Little Visitor                                     |
| 23                | Grandpa For Loan                |                                                        |
|                   |                                 |                                                        |
| 24                |                                 | Philo’s Invention                                      |
| 24                | Watchdog Blues                  |                                                        |
| 24                | Leave It To Mother              |                                                        |
|                   |                                 |                                                        |
| 25                |                                 | Freddy’s First Crush                                   |
|                   |                                 |                                                        |
| 26                |                                 | Bedrock ’N’ Roll                                       |
| 26                | Greed It And Weep               |                                                        |
| 26                | Captain Cavepuppy               |                                                        |
|                   |                                 |                                                        |
| SERIA DRUGA       |                                 |                                                        |
|                   |                                 |                                                        |
| 27                |                                 | The Flintstone Fake Ache                               |
| 27                | Killer Kitty                    |                                                        |
| 27                | Captain Knaveman                |                                                        |
|                   |                                 |                                                        |
| 28                |                                 | Better Buddy Blues                                     |
| 28                | Who’s Faultin’ Who              |                                                        |
|                   |                                 |                                                        |
| 29                |                                 | A Tiny Egg                                             |
| 29                | Little Rubble, Big Trouble      |                                                        |
|                   |                                 |                                                        |
| 30                |                                 | Anything You Can Do, I Can Do Betty                    |
| 30                | Haircutastrophe                 |                                                        |
|                   |                                 |                                                        |
| 31                |                                 | Camper Scamper                                         |
| 31                | Bone Voyage                     |                                                        |
| 31                | The Cream-pier Strikes Back     |                                                        |
|                   |                                 |                                                        |
| 32                |                                 | Rocky’s Rocky Road                                     |
| 32                | World War Flea                  |                                                        |
| 32                | Captain Caveman’s Super Cold    |                                                        |
|                   |                                 |                                                        |
| 33                |                                 | Freddy The 13th                                        |
| 33                | A Midnight Pet Peeve            |                                                        |
| 33                | The Big Bedrock Bully Bash      |                                                        |
|                   |                                 |                                                        |
| 34                |                                 | Philo’s D-Feat                                         |
| 34                | The Birthday Shuffle            |                                                        |
| 34                | Captain Cavedog                 |                                                        |
|                   |                                 |                                                        |
| ODCINEK SPECJALNY |                                 |                                                        |
|                   |                                 |                                                        |
| S1                |                                 | The Flintstone Kids’ Just Say No Special               |
|                   |                                 |                                                        |